# Sébastien Wüthrich
Sébastien Wüthrich, né le 29 mai 1990 à Neuchâtel, est un ancien footballeur suisse évoluant au poste de milieu offensif.

## Biographie
Sébastien Wüthrich est formé au poste de milieu de terrain à Neuchâtel Xamax. Il signe son premier contrat professionnel en 2007 avec le club xamaxien. Wüthrich est un joueur réputé dans le championnat suisse pour sa technique balle au pied.
Wüthrich fait quelques apparitions avec les moins de 18 ans suisses et est appelé par le sélectionneur des moins de 19 ans suisses, Claude Ryf, pour disputer la phase finale de l'Euro en Ukraine. Il débute par ailleurs avec les espoirs suisses en 2009.
Lors de la saison 2010-2011, le joueur est à l'essai au sein du FC Lorient mais refuse l'offre du club français ne voulant pas chauffer le banc sous les ordres de Christian Gourcuff : « Ce fut une belle expérience dans un club coaché par un amoureux du jeu. Ces tests m'ont permis de voir ce que je devais améliorer pour pouvoir un jour évoluer à l'étranger ».
Il continue donc l'aventure avec l'effectif xamaxien lors de la saison 2011-12. À la suite des problèmes extra-sportifs du club neuchâtelois, Wüthrich doit quitter la Maladière en janvier 2012 et choisit de rejoindre le FC Sion. Le jeune espoir suisse y signe un contrat portant jusqu'en 2015, ce qui lui permet de continuer à évoluer dans la plus haute division helvétique. En février 2013, il est prêté au FC Saint-Gall en échange d’Alberto Regazzoni. Au terme de son prêt à Saint-Gall, à l'été 2014, il revient au FC Sion. Toutefois, une blessure au ménisque vient à ce moment freiner sa progression.

### Départ en France
Le 2 février 2015, encore convalescent, il signe un contrat d'une durée de trois ans et demi au Montpellier HSC. Il fait sa première apparition sous le maillot montpelliérain en étant titulaire face au RC Lens (victoire 0-1, 36e journée) au terme de la saison 2014-2015. Toutefois, Sébastien Wüthrich n'aura jamais véritablement sa chance au sein du club français. Ses relations devenues compliquées avec l'entraîneur Rolland Courbis n'arrangeant pas sa situation, il évoluera la plupart du temps avec l'équipe réserve montpelliéraine. Lors de sa seconde saison, il ne dispute qu'une seule rencontre à Reims (victoire 3-2), en avril 2016. Il quitte le club en juin 2016, en ayant joué seulement 2 matchs avec la tunique héraultaise.  

### Retour en Suisse
Après un an et demi en France, en manque de temps de jeu, Sébastien Wüthrich revient en Suisse par la petite porte. Il s'engage avec le FC Aarau, qui évolue alors en Challenge League. Cette étape lui permet de reprendre confiance et de retrouver du temps de jeu. 
Après une bonne saison avec le club argovien, il signe au Servette FC, dans la même division. Avec l'équipe genevoise, il retrouve toujours davantage de sa superbe. Il évoluera en tout trois saisons avec les Grenats, étant notamment l'un des artisans du retour du club en Super League à l'été 2019. En décembre de la même année, cependant, Sébastien Wüthrich et Servette ne parviennent pas à se mettre d'accord sur les conditions de prolongation de leur entente. Encore sous contrat durant 6 mois, le joueur est alors mis de côté par le club genevois et n'évoluera plus avec l'équipe première jusqu'au terme de la saison 2019-2020.

### Nouvelle aventure à l'étranger et fin de carrière
En octobre 2020, après une longue période d'attente et d'incertitude due notamment à la pandémie de coronavirus, Sébastien Wüthrich décide de tenter à nouveau l'aventure à l'étranger. Il s'engage ainsi pour deux ans avec le club roumain de première division d'Astra Giurgiu.
Au terme de la saison 2020-2021, Wüthrich signe pour un an avec le Ratchaburi Mitr Phol Football Club, équipe évoluant dans l'élite thaïlandaise. À la suite de cette expérience asiatique, il décide de mettre un terme à sa carrière à l'âge de 32 ans.   